# Аполлофан
Аполлофан Сотер (Рятівник) (дав.-гр. Ἀπολλοφάνης ὁ Σωτήρ; д/н — бл. 25 до н. е.) — індо-грецький цар у Східному Пенджабі в 35 до н. е.—25 до н. е. роках.

## Життєпис
Походив з династії Євтидемідів. Напевне, був сином царя Зоїла II. Посів трон після смерті останнього близько 35 до н. е. Весь час вимушений був чинити спротив спробам індо-скіфських царів підкорити рештки Індо-грецького царства у Східному Пенджабі. Можливо, війни були на користь Аполлофана, який зумів зайняти землі сучасного центрального Пенджабу. Водночас відновив контроль над областю навколо Матхури.
При карбуванні монет (срібних драхм) наслідував традиції Аполлодота II та Зоїла II, де зображував себе з македонським капелюхом та Афіною Палладою на звороті. На бронзових монетах — Аполлона та триногу. Написі на драхмах є двомовними: давньогрецькою та кхароштхі — BASILEOS SOTEROS APOLLOPHANOU та MAHARAJASA TRATARASA APALAVINASA.
Помер близько 25 року до н. е. Йому спадкував Стратон II.